# Andreas Rickenbacher (Politiker)

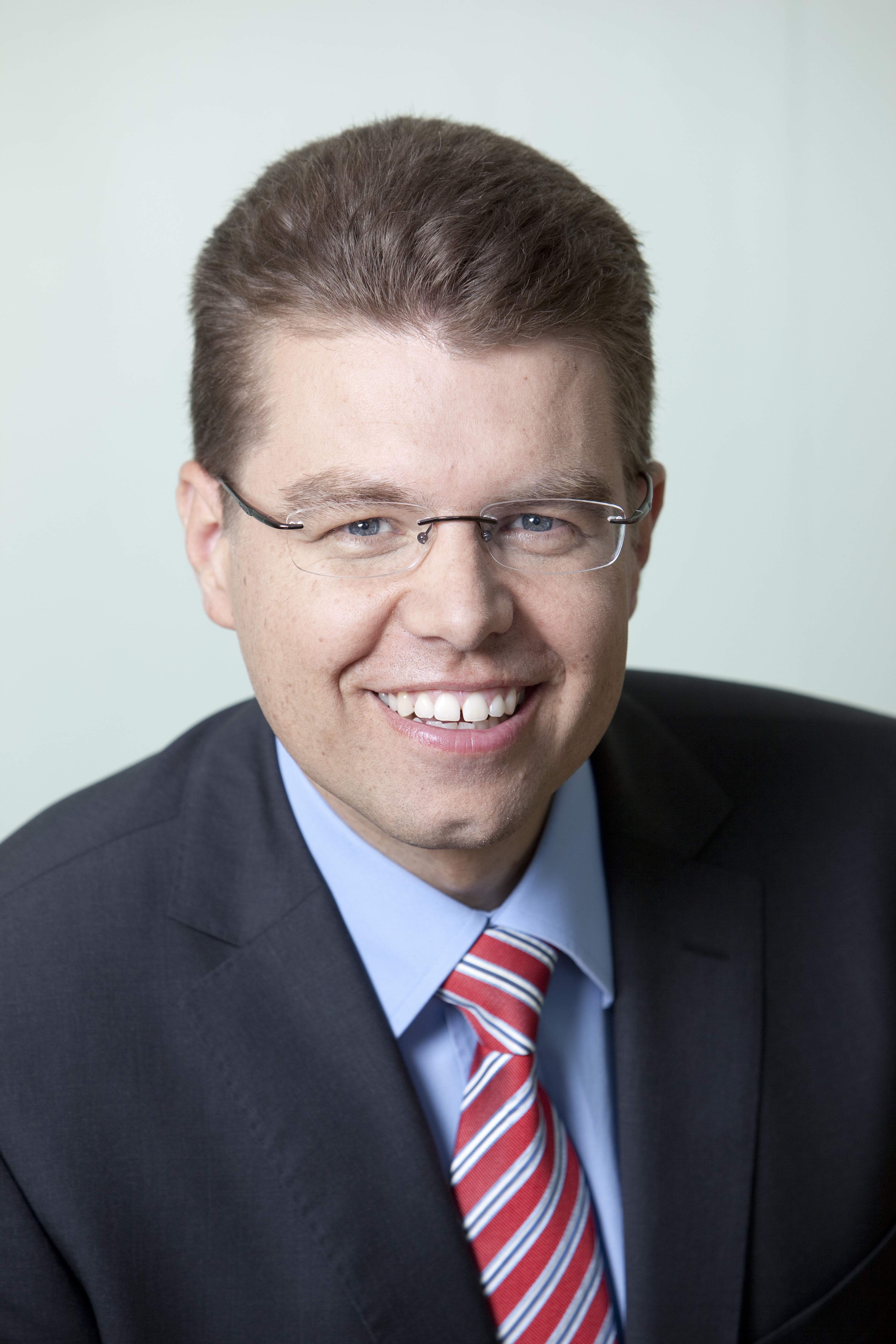
Andreas Rickenbacher, 2009

Andreas Rickenbacher (* 6. Februar 1968 in Biel/Bienne, Kanton Bern) war zwischen 2006 und 2016 Regierungsrat des Kantons Bern und Vorsteher der Volkswirtschaftsdirektion (VOL). Heute ist er Unternehmer und unabhängiger Verwaltungsrat.

## Studium und Beruf
Andreas Rickenbacher hat die Grundschule in Jens und Nidau besucht und mit der Matura am Deutschen Gymnasium Biel abgeschlossen. Danach absolvierte er das Grundstudium in Ökonomie an der Universität St. Gallen (HSG) und konzentrierte sich anschliessend an der Universität Bern auf Betriebswirtschaft (Unternehmensführung, Marketing) und Politikwissenschaft. Dieses Studium schloss er 1996 an der Universität Bern ab (lic.rer.pol.). Begleitend zum Studium arbeitete er von 1992 bis 1996 als Assistent von Claude Longchamp am GfS-Forschungsinstitut in Bern. Nach dem Studienabschluss wurde er ab 1996 Projektleiter und Assistent der Geschäftsleitung am gleichen Institut. Seine Aufgaben bestanden darin, eigene Forschungsprojekte im Bereich der Sozial-, Politik- und Marketingforschung zu führen.
Von 1998 bis 2004 arbeitete er im Bereich der Unternehmensberatung, wo er eigene Mandate aufbaute und betreute. 2004 gründete er mit der rickenbacher projekte gmbh ein eigenes Unternehmen, welches Projekte in den Bereichen Marketing, Kommunikation und Management führte. Nach seiner Wahl in den Regierungsrat verkaufte er seine Anteile an diesem Unternehmen.
Am 9. April 2006 wurde Andreas Rickenbacher in den Regierungsrat des Kantons Bern gewählt. Zwischen Juni 2006 und Juni 2016 führte er als erster Sozialdemokrat in der Geschichte des Kantons die Volkswirtschaftsdirektion. Am 28. März 2010 und am 30. März 2014 wurde Andreas Rickenbacher als Regierungsrat für jeweils vier weitere Jahre wiedergewählt.
Im August 2015 kündigte Andreas Rickenbacher nach über 20 Jahren Tätigkeit in der Politik, davon 10 Jahre in der Regierung, seinen Rücktritt per 30. Juni 2016 an. Heute ist er als Inhaber der Andreas Rickenbacher Management AG unternehmerisch tätig. Er betätigt sich als unabhängiger Verwaltungsrat von Firmen, welche an der Schnittstelle zwischen Privatwirtschaft und öffentlicher Hand stehen, führt strategische Beratungsprojekte und unterstützt Startup-Unternehmen.

## Politische Karriere
Seine politische Karriere startete Andreas Rickenbacher 1993 als Vorstandsmitglied und Vizepräsident des SP-Amtsverbands Nidau (bis 2003) und 1994 mit der Wahl in den Grossen Rat des Kantons Bern. Im selben Jahr wurde er auch Mitglied der Finanzkommission des Grossen Rates (bis 2000). Rickenbacher wurde 1995 Vizepräsident der SP-Fraktion im Grossen Rat, im Jahr 2000 wurde er deren Präsident. 2004/05 war er Mitglied der PUK BLVK.
Am 9. April 2006 wurde Andreas Rickenbacher in den bernischen Regierungsrat und damit in die Exekutive gewählt. Mit der Volkswirtschaftsdirektion übernahm er die «Querschnittdirektion» des Kantons. Zwischen Januar 2014 und Juni 2016 präsidiert Andreas Rickenbacher die Volkswirtschaftsdirektorenkonferenz der Schweiz (VDK), seit 2015 ist er Vizepräsident der Stiftung Swiss Innovation Park (SIP) sowie zwischen 2015 und 2019 Verwaltungsratspräsident der BE! Tourismus AG.
Zwischen 2006 und 2016 wurde der Kanton von einer rot-grünen Mehrheit regiert.

## Privates
Andreas Rickenbacher ist verheiratet und Vater von zwei Töchtern (* 2005, 2007).